# کی‌سو
کی‌سو (به انگلیسی: Keysoe) یک روستا در بریتانیا است که در بدفورد واقع شده‌است.